# VI. Ibiranu
VI. Ibiranu Ugarit királya az i. e. 13–12. század fordulóján. Apja, III. Ammistamru hosszú ideig uralkodott, így Ibiranu a hatalomátvétel idején már legalább középkorú volt. Ibiranu uralkodásának kezdetét viszonylag jól lehet kronologizálni, mivel Hattuszaszban akkor III. Arnuvandasz uralkodott, aki mindössze két évig volt Hatti Nagykirálya. Egyes kutatók ugyan feltételezik, hogy az RS 34,165 számú ugariti levelet Ibiranu írta III. Tudhalijasznak (ez a levél az egyik fő forrása a nihrijai csatának), ez esetben jó két évtizeddel korábban léphetett volna trónra.
Az bizonyos, hogy Kargamis alkirálya, I. Ini-Teszub még III. Tudhalijasz idején vett részt Ugarit és Amurru viszályának rendezésében. Ez III. Ammistamru feleségének, Ehli-Nikalnak és idősebb fiának, Utri-Szarrumának lázadása volt, amelynek során a feleség és a trónörökös száműzetésére került sor. Ez tette lehetővé Ammistamru fiatalabb, másik feleségétől származó fiának, Ibiranunak a trónöröklést. III. Arnuvandasz idejéből származik azonban az a levél, amely felszólítja Ibiranut, hogy trónra lépése alkalmából – ha már személyesen nem akarja tiszteletét tenni Hattuszaszban – legalább egy követet küldjön a kötelező látogatásra. Ugyanakkor felszólítja arra is, hogy teljesítse katonai kötelezettségeit Hatti felé, vagyis addig ez nyilván nem történt meg. Ez egyszerre mutatja Hatti gyengeségét és Ugarit függetlenedő politikáját is.

„A Nap (III. Tudhalijasz vagy III. Arnuvandasz!) nagyon dühös ezen ügy miatt. Siess követet és ajándékot küldeni nekem.”

A levelet Takuhlu, az ugariti követ kézbesítette. Ugarit és Hatti viszonya Ibiranu alatt még tovább romlott, olyannyira, hogy Talmi-Teszubnak fegyverrel kellett kikényszerítenie az ugariti vazallusi kötelességek teljesítését. A kargamisi alkirály seregeinek felvonulása elegendő volt ahhoz, hogy Ibiranu megígérje a követelések teljesítését, de ameddig lehetett, késleltette azokat.